# Björkpyrola
Björkpyrola (Orthilia secunda, tidigare Pyrola secunda) är utbredd över hela Norden och allmän i skog, vid skogsbryn med mera. Jordstammen bildar smala utlöpare av mycket betydlig längd (vandringsskott). Blommorna sitter i ensidig klase (därav namnet "secunda", som egentligen kan översättas med "i medvind"), och kronbladen är vitgröna, något slutna och kortare än ståndarna. Blomställningen är genom en tvär krök i stjälkens översta del böjd något åt sidan åt samma håll, ditåt blommorna lutar. Den blommar mitt i sommaren. Efter blomningens slut uträtas böjningen, och fruktställningen är upprätt.
Ett synonymt svenskt namn är björkvintergröna.